# Римски съсловни борби
Римските съсловни борби са социални конфликти, борби на плебеите (plebs) против патрициите (patricii)..
Това са поредица от конфликти през ранната Римска република. Избухват малко след нейното образуване ок. 509 пр.н.е. и свършват през 366 пр.н.е. със Закона на Лициний и Секстий (leges Liciniae Sextiae) или (по друг източник) през 287 пр.н.е. с Lex Hortensia при управлението на Квинт Хортензий.
Първата плебейска сецесия се състои през 494 пр.н.е. Плебеите успяват чрез протеста си да въведат магистратурата народен трибун. Втората сецесия се провежда през 450 или 449 пр.н.е. и има за успех приемането на Законите на дванадесетте таблици. С третата сецесия от 287 пр.н.е. диктаторът Квинт Хортензий успява чрез закона Lex Hortensia да постигне признаването на решенията (plebis scitum) на Народното събрание на плебеите като закони и пълното равноправие на плебеите.